# Fiera del libro di Lisbona

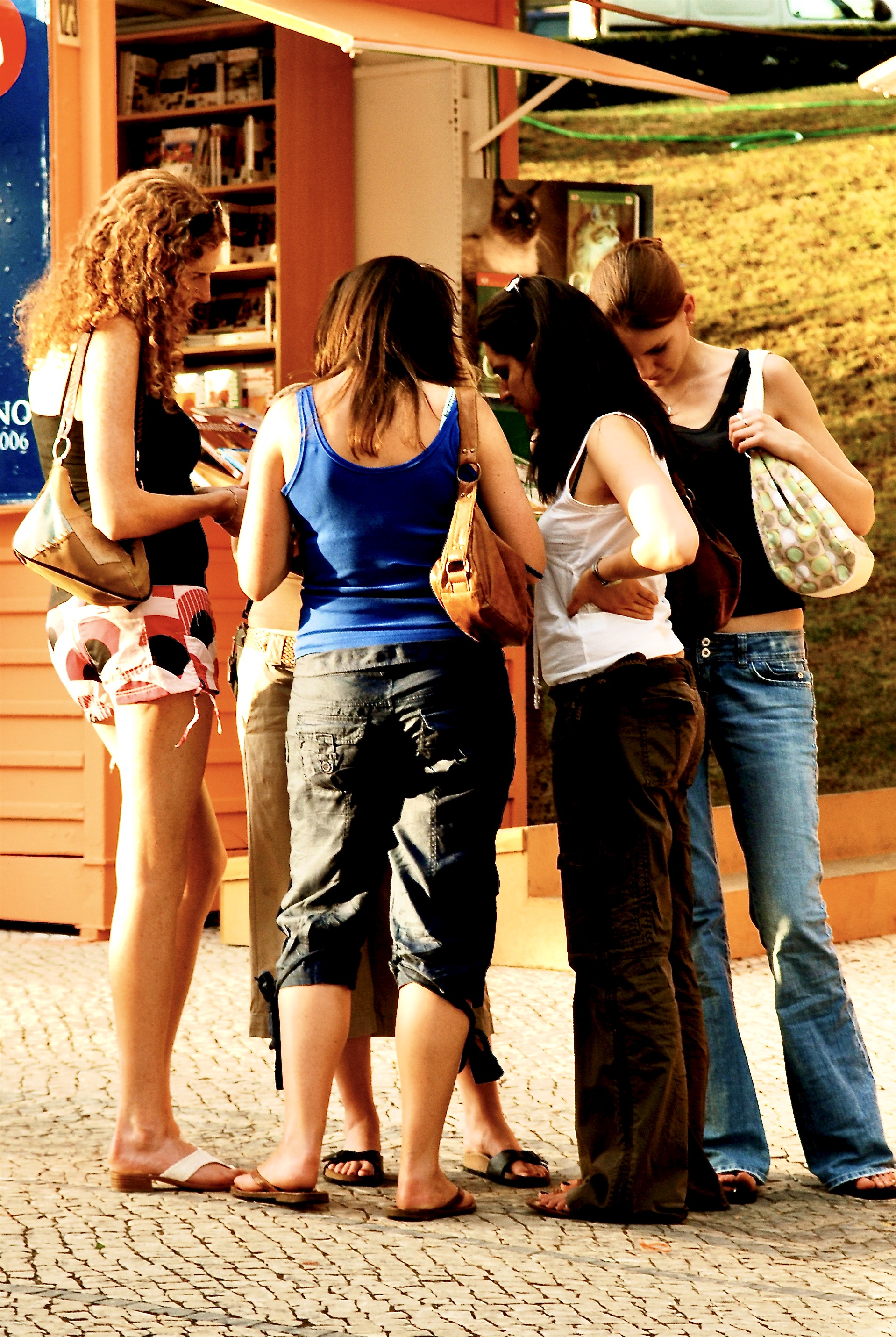
Ragazze alla Fiera del libro di Lisbona nel 2006

La Fiera del libro di Lisbona è una fiera del libro che si tiene ogni anno a Lisbona.
La fiera è uno dei più antichi festival culturali che si tengono nella capitale del Portogallo e risale agli anni '30. Fin dal suo inizio, la fiera si è svolta in diversi luoghi, come l'Avenida da Liberdade, Praça de D. Pedro IV, Rua Augusta e Praça do Comércio ma si è stabilita da alcuni anni nel Parque Eduardo VII, il più grande parco di Lisbona, che si trova nelle vicinanze della monumentale Praça Marquês de Pombal.
Nella fiera sono presenti più di duecento stand in cui editori e librai presentano sia le ultime novità che resti di magazzino, a volte a prezzi quasi simbolici. Durante la fiera spesso ci sono anche spettacoli, concerti, presentazioni di libri e sessioni di autografi.
La Fiera del Libro si svolge generalmente negli ultimi giorni di maggio, sebbene in alcune edizioni si sia svolta tra la fine di aprile e l'inizio di maggio. Nel 2020 si è svolta in via eccezionale tra il 27 agosto e il 13 settembre, a seguito della pandemia COVID-19.